# Нагорная (Архангельская область)
Нагорная — деревня в Шенкурском районе Архангельской области. Входит в состав муниципального образования «Федорогорское».

## География
Деревня расположена в южной части Архангельской области, в таёжной зоне, в пределах северной части Русской равнины, в 92 километрах на восток от города Шенкурска, на правом берегу реки Кодима, притока Северной Двины. Ближайшие населённые пункты: на востоке деревни Жернаковская, Монастырская, Шахановка, Носовская и Заберезовская.
Часовой пояс
Нагорная, как и вся Архангельская область, находится в часовой зоне МСК (московское время). Смещение применяемого времени относительно UTC составляет +3:00.

## Население
| 2002 | 2010 | 2012 |
| ---- | ---- | ---- |
| 36   | ↘9   | ↘7   |

## История
Указана в «Списке населённых мест по сведениям 1859 года» в составе Шенкурского уезда(2-го стана) Архангельской губернии под номером «2353» как «Нагорская». Насчитывала 8 дворов, 20 жителей мужского пола и 30 женского.
В «Списке населенных мест Архангельской губернии к 1905 году» деревня Нагорская насчитывает 11 дворов, 28 мужчин и 33 женщины. В административном отношении деревня входила в состав Шахановского сельского общества Шахановской волости.
На 1 мая 1922 года в поселении 13 дворов, 21 мужчина и 32 женщины.
2 июля 2012 года деревня Нагорная вошла в состав Федорогорского сельского поселения в результате объединения муниципальных образований «Федорогорское» и «Шахановское».